# Mehkar
Mehkar (o Mehekar) è una città dell'India di 37.715 abitanti, situata nel distretto di Buldhana, nello stato federato del Maharashtra. In base al numero di abitanti la città rientra nella classe III (da 20.000 a 49.999 persone).

## Geografia fisica
La città è situata a 20° 8' 60 N e 76° 34' 0 E e ha un'altitudine di 538 m s.l.m..

## Società

### Evoluzione demografica
Al censimento del 2001 la popolazione di Mehkar assommava a 37.715 persone, delle quali 19.475 maschi e 18.240 femmine. I bambini di età inferiore o uguale ai sei anni assommavano a 5.638, dei quali 3.004 maschi e 2.634 femmine. Infine, coloro che erano in grado di saper almeno leggere e scrivere erano 25.597, dei quali 14.777 maschi e 10.820 femmine.